# Mouzon (Charente)
Mouzon – miejscowość i gmina we Francji, w regionie Nowa Akwitania, w departamencie Charente.
Według danych na rok 1990 gminę zamieszkiwało 155 osób, a gęstość zaludnienia wynosiła 15 osób/km² (wśród 1467 gmin regionu Poitou-Charentes Mouzon plasuje się na 839. miejscu pod względem liczby ludności, natomiast pod względem powierzchni na miejscu 814.).